# Musikjahr 1405
Liste der Musikjahre

◄◄ | ◄ | 1401 | 1402 | 1403 | 1404 | Musikjahr 1405 | 1406 | 1407 | 1408 | 1409 | ► | ►►

Weitere Ereignisse
Dieser Artikel behandelt das Musikjahr 1405.

## Ereignisse und Personalia

### Italienische Staaten

#### Ferrara
- Bartholomeo da Bologna wird Organist an der Kathedrale von Ferrara.[1]

#### Kirchenstaat
- Richardus de Bozonvilla ist bis 1405 Magister capellae der päpstlichen Kapelle von Benedikt XIII. in Avignon.[2]

### Königreich Frankreich
- Jean de Valois, duc de Berry gründet in seinem Palast in Bourges die Sainte-Chapelle. Unter den Klerikern befinden sich Pierre Fontaine, Guillaume Legrant, als Kaplan Mattheo de Sancto Paolo und Johannes de Bosco als Vikar.[3]
- Guillaume Benoit ist Leiter des Chores von Notre-Dame de Paris.[4]
- Der Organist und Komponist Jacobus Vide ist vermutlich Hofknabe an der Kathedrale Notre-Dame de Paris.[5]

## Kompositionen und Schriften
- Abd al-Qadir Maraghi vollendet das Jāmi‘ al-alḥān (Kompendium der Melodien).[6]

## Gestorben
- 14. Dezember: Gilabert de Pròixida i de Centelles, valencianischer Dichter und Troubadour (* 1370)